# Петрова Лідія Аріївна
Лідія Аріївна Петрова (5 грудня 1936, Горький — 17 серпня 2019, Київ) — сходознавець, арабіст, перекладач, викладач, кандидат філологічних наук (1974), доцент (2008) кафедри східної філології факультету сходознавства Київського національного лінгвістичного університету.
Фахівець у галузях арабської літератури, історії арабської мови, лінгвокраїнознавства, художнього перекладу.
Автор понад 30 наукових статей у фахових виданнях, двох збірок поезії, навчального посібника „История арабской литературы (VI-XVIII вв.)” та ін.

## Біографічні відомості
Народилася у м. Горькому (Нижній Новгород, Росія) 5 грудня 1936 року. Після закінчення середньої школи і музичного училища працювала викладачем у музичній школі.
У 1960 році поступила на навчання до Ташкентського державного університету на східний факультет. У грудні 1960 року була переведена до Ленінградського державного університету ім. А. Жданова, який закінчила у 1966 році за спеціальністю «арабська філологія».
У 1972 році закінчила аспірантуру в Ленінградському державному університеті ім. А. Жданова. У 1974 р. захистила кандидатську дисертацію в Ленінградському державному університеті ім. А. Жданова і отримала ступінь кандидата філологічних наук. Тема дисертації: „Іспано-арабська строфічна поезія: диван Ібн Кузмана ХІІ ст.”, науковий керівник: В.І. Бєляєв.

### Педагогічна діяльність
1972 – 1996 рр. – викладач арабської мови і літератури в КНУ ім. Тараса Шевченка;
1996 – 2000 рр. – викладач арабської мови і літератури в Інституті східних мов Київського національного лінгвістичного університету;
2003 – 2010 рр. – викладач арабської мови і літератури в Київському університеті „Східний світ”;
З 2008 р. по 2018р. – доцент кафедри східної філології факультету сходознавства Київського національного лінгвістичного університету.

## Ключові публікації
- История арабской литературы (VI-XVIII вв.). Конспекты лекций. – К.: Издательский центр КНЛУ, 2011. – 231 с.
- Иллюзия времени. Стихотворения. Переводы с арабского. «Крестная мать» (быль).  – К.: Радуга, 2006. – 159 с.
- Слегка рифмованные строки. Стихотворения. Переводы с арабского. – К.: Радуга, 2001. – 99 с.
- Андалусский заджал и генезис провансальской поэзии трубадуров // Россия и Палестина: научные и культурные связи: по материалам архивных, рукописных, книжных и музейных фондов / Библиотека РАН. – СПб.: БАН, 2014.
- Про андалуський прототип провансальської лірики // Східний світ. – 1993. – № 1.
- К вопросу о датировке рукописи дивана Ибн Кузмана
- Кинетика речи как аспект преподавания иностранного языка // Ученые записки. – Изд-во Саратовского ун-та, 1985. – Вып. 5, ч. 2.
- Отечественная наука об одной из испано-арабских проблем // Историографический сб-к. – Изд-во Саратовского ун-та 1973. – Вып. 1(4).
- Античные и испано-арабские влияния на лирику Прованса // Античный мир и археология. – 1972. – Вып. 1.